# Eleições federais na Austrália em 2013
As eleições federais australianas de 2013 foram realizadas em 7 de setembro e terminou com a vitória da Coalizão Liberal-Nacional de centro-direita, liderada por Tony Abbott.